# Joe Chappelle
Joseph „Joe“ Chappelle ist ein bekannter US-amerikanischer Film-, Fernsehregisseur sowie Autor. Er wurde 1961 in New Jersey geboren, und ist mit Coleen Griffen verheiratet.
Seine bekanntesten Filme sind Halloween VI sowie The Skulls II. Hauptsächlich ist er für das US-amerikanische Fernsehen tätig und inszenierte Episoden von Serien wie CSI: Miami und The Wire. Als Regisseur war er an der Produktion von Hellraiser IV – Bloodline beteiligt, wurde hierfür aber nicht im Abspann genannt.

## Filmografie (Auswahl)
- 1995: Halloween VI – Der Fluch des Michael Myers (Halloween: The Curse of Michael Myers)
- 1998: Phantoms
- 2000: Takedown
- 2000: Dark Prince: The True Story of Dracula
- 2002–2008: The Wire (Fernsehserie, 6 Folgen)
- 2002–2010: CSI: Miami (Fernsehserie, 26 Folgen)
- 2002: Twilight Zone (The Twilight Zone, Fernsehserie, 2 Folgen)
- 2003: The Skulls II
- 2005: CSI: NY (Fernsehserie, eine Folge)
- 2007: Rache – Vergeltung hat ihren Preis (Already Dead)
- 2009–2012: Fringe – Grenzfälle des FBI (Fringe, Fernsehserie, 16 Folgen)
- 2012–2019: Chicago Fire (Fernsehserie)
- 2014: Chicago P.D. (Fernsehserie, 1 Folge)
- 2019–2021: Godfather of Harlem (Fernsehserie, 7 Folgen)
- 2022: In with the Devil (Black Bird, Miniserie, 2 Folgen)